# Татарская Бездна
Татарская Бездна (тат. Татар Бизнәсе) — село в Дрожжановском районе Татарстана. Входит в Большеаксинское сельское поселение. Одно из старейших поселений Татарстана с 1000-летней историей.

## География
Село расположено на юго-западе района в верховьях реки Бездна, в 11 км от райцентра Старое Дрожжаное и в 2 км от деревни Чувашская Бездна.
Недалеко от села находится крайняя западная точка Татарстана.

## Демография
Население в основном татарское.
| 2002 |
| ---- |
| 494  |

## История
Близ села есть Татаро-безднинское городище с двумя курганами.
В «Списке населенных мест по сведениям 1859 года», изданном в 1863 году, населённый пункт упомянут как лашманская деревня Татарская Бездна 1-го стана Буинского уезда Симбирской губернии. Располагалась при реке Бездне, по левую сторону коммерческого тракта из Буинска в Алатырь, в 68 верстах от уездного города Буинска и в 31 версте от становой квартиры во владельческой деревне Малая Цыльна. В деревне, в 122 дворах проживали 1195 человек (613 мужчин и 582 женщины), были 2 мечети.
В июле 2011 было отпраздновано тысячелетие села. В День села на площади Утэш открыт памятник и прошли торжественная церемония, презентация книги о селе «Наши корни в Бездне», литературно-музыкальные выступления артистов, мини-Сабантуй и народные гуляния. Организован праздник был видным уроженцем села депутатом Госсовета Татарстана, главврачом казанской 18-й больницы Рустамом Бакировым, который написал о селе книгу «Наши корни в Бездне». Так же большой вклад в организации внес уроженец села, доктор технических наук, Почетный машиностроитель РФ Хисметов Нияз Зайнуллович.

## Общие сведения
Имеется школа (c 1927, новое здание открыто в 2007) на 75 учащихся с детским садом, отделением Сбербанка, фельдшерско-акушерским мед.пунктом и библиотекой в этом же здании, почтовое отделение (новое здание открыто в 2007).
Улицы: Г.Камала, Г.Тукая, Гагарина, Карьерная, Колхозная, Ленина, М.Джалиля, Мичурина, Такташ, Школьная; площадь Утэш.

## Экономика
В селе в советское время был основан колхоз «Победа». Осваивается находящееся близ села месторождение сырья для производства цемента.